# غريغ سميث (لاعب دوري الرغبي)
غريغ سميث (بالإنجليزية: Greg Smith)‏ هو لاعب دوري الرغبي أسترالي وأمريكي، ولد في 18 يناير 1973.